# اندیس رودخانه کرخه
رودخانه کرخه یک اندیس فلزی است که در حوالی شهر دزفول استان خوزستان قرار دارد و مادهٔ معدنی موجود در آن، تیتان است.  